# سلامت دیجیتال
سلامت دیجیتال از هم‌آیند پیشرفت در حوزه‌های دیجیتال و ژنتیک با حوزه‌های سلامت، مراقبت سلامت، معیشت و اجتماع پدید می‌آید تا خدمات‌رسانی سلامت را ارتقا دهد. این رشته از فناوری اطلاعات و ارتباطات (به انگلیسی: ICT) کمک می‌گیرد تا مشکلاتی را که بیماران با آن درگیر هستند مرتفع کند.
سلامت دیجیتال مردمان را برای پیگیری، مدیریت، و بهبود سلامت، معیشت و زندگی پربارتر خود، خانواده و جامعه توانمند می‌کند. سلامت دیجیتال می‌تواند کمبودهای خدمات سلامت را پوشش دهد و دسترسی به آن خدمات را افزایش و هزینه‌هایشان را کاهش داده و پزشکی را دقیقتر و منطبق بر نیازهای اشخاص کند.
در سال ۲۰۱۴، سرمایه‌گذاری در حوزه سلامت دیجیتال به ۴٫۱ میلیارد دلار رسید که رشدی ۱۲۵٪ نسبت به سال گذشته خود داشت. قابل توجه این که در همین دوره، تجمیع سرمایه‌گذاری‌ها در سلامت دیجیتال از سرمایه‌گذاری در حوزه‌های سنتی دستگاه‌های پزشکی پیشی گرفت.